# Dawn McEwen
Pour les articles homonymes, voir McEwen.
Dawn McEwen est une curleuse canadienne née le 3 juillet 1980. Elle a remporté la médaille d'or du tournoi féminin aux Jeux olympiques d'hiver de 2014 à Sotchi, en Russie.